# Wahlen zum Repräsentantenhaus der Vereinigten Staaten 1870
Die Wahlen zum Repräsentantenhaus der Vereinigten Staaten 1870 fanden ab dem 6. Juni 1870 statt. Dabei wurden an verschiedenen Wahltagen die Abgeordneten des Repräsentantenhauses gewählt. Die Mehrheit der Staaten wählte am 8. November 1870. Die Wahlen waren Teil der allgemeinen Wahlen zum 42. Kongress der Vereinigten Staaten in jenem Jahr, bei denen auch ein Drittel der US-Senatoren gewählt wurden. Da die Wahlen etwa in der Mitte der ersten Amtszeit des Republikanischen Präsidenten Ulysses S. Grant stattfanden (Midterm Election), galten sie auch als Votum über die bisherige Politik des Präsidenten.
Zu dieser Zeit bestanden die Vereinigten Staaten aus 37 Bundesstaaten. Inzwischen waren alle Staaten, die vormals Mitglied der Konföderierten Staaten gewesen waren, wieder im Kongress vertreten. Es waren 243 Abgeordnete zu wählen. Die Sitzverteilung basierte auf der Volkszählung von 1860. Nach der Verabschiedung des 15. Zusatzartikel zur Verfassung der Vereinigten Staaten im Jahr 1870 waren Afroamerikaner ab diesem Jahr wahlberechtigt und wählbar.
Bei den Wahlen konnten die Republikaner ihre absolute Mehrheit behaupten. Sie verloren aber 35 Mandate. Auf der anderen Seite gewannen die Demokraten 37 Mandate hinzu. Ursachen waren einige Skandale um die Bundesregierung unter Präsident Grant und eine zunehmende Unzufriedenheit mit der Durchführung der Rekonstruktion. Durch das Wahlrecht der Afroamerikaner, die hauptsächlich die Republikaner wählten, konnten diese Partei im Süden viele Mandate gewinnen. Das konnte aber die Verluste in den anderen Landesteilen nicht ausgleichen.
Wahlberechtigt und wählbar waren nur Männer. Frauen waren noch bis 1920 auf Bundesebene von Wahlen ausgeschlossen.

## Wahlergebnis

### Gesamtergebnis
- Demokratische Partei 104 (67) Sitze
- Republikanische Partei 136 (171) Sitze
- Sonstige: 3 (5) Sitze

Gesamt: 243
In Klammern sind die Ergebnisse der letzten Wahl zwei Jahre zuvor angegeben. Veränderungen im Verlauf der Legislaturperiode, die nicht die Wahlen an sich betreffen, sind bei diesen Zahlen nicht berücksichtigt, werden aber im Artikel über den 42. Kongress im Abschnitt über die Mitglieder des Repräsentantenhauses bei den entsprechenden Namen der Abgeordneten vermerkt. Das Gleiche gilt für Wahlen in Staaten, die erst nach dem Beginn der Legislaturperiode der Union beitraten. Daher kommt es in den Quellen gelegentlich zu unterschiedlichen Angaben, da manchmal Veränderungen während der Legislaturperiode in die Zahlen eingearbeitet wurden und manchmal nicht.

### Ergebnisse nach Bundesstaaten
Die meisten Bundesstaaten hielten die Wahl am 8. November 1870 ab. Einige wählten jedoch davor und andere nach diesem Termin.
| Staat          | Typ                     | Datum         | Sitze gesamt | Republikaner | Republikaner | Demokraten | Demokraten |
| Staat          | Typ                     | Datum         | Sitze gesamt | Sitze        | Änderung     | Sitze      | Änderung   |
| -------------- | ----------------------- | ------------- | ------------ | ------------ | ------------ | ---------- | ---------- |
| Alabama        | Distrikt                | 8. Nov. 1870  | 6            | 3            | ▼ 1          | 3          | ▲ 1        |
| Arkansas       | Distrikt                | 8. Nov. 1870  | 3            | 2            | ▬            | 1          | ▬          |
| Connecticut    | Distrikt                | 4. Apr. 1871  | 4            | 3            | ▬            | 1          | ▬          |
| Delaware       | landesweit              | 8. Nov. 1870  | 1            | 0            | ▬            | 1          | ▬          |
| Florida        | landesweit              | 8. Nov. 1870  | 1            | 0            | ▼ 1          | 1          | ▲ 1        |
| Georgia        | Distrikt                | 8. Nov. 1870  | 7            | 3            | ▬            | 4          | ▬          |
| Illinois       | Distrikt + 1 landesweit | 8. Nov. 1870  | 14           | 8            | ▼ 2          | 6          | ▲ 2        |
| Indiana        | Distrikt                | 11. Okt. 1870 | 11           | 6            | ▼ 1          | 5          | ▲ 1        |
| Iowa           | Distrikt                | 10. Okt. 1870 | 6            | 6            | ▬            | 0          | ▬          |
| Kalifornien    | Distrikt                | 6. Sep. 1871  | 3            | 3            | ▲ 2          | 0          | ▼ 2        |
| Kansas         | landesweit              | 8. Nov. 1870  | 1            | 1            | ▬            | 0          | ▬          |
| Kentucky       | Distrikt                | 8. Nov. 1870  | 9            | 0            | ▬            | 9          | ▬          |
| Louisiana      | Distrikt                | 8. Nov. 1870  | 5            | 5            | ▬            | 0          | ▬          |
| Maine          | Distrikt                | 12. Sep. 1870 | 5            | 5            | ▬            | 0          | ▬          |
| Maryland       | Distrikt                | 8. Nov. 1870  | 5            | 0            | ▬            | 5          | ▬          |
| Massachusetts  | Distrikt                | 8. Nov. 1870  | 10           | 10           | ▬            | 0          | ▬          |
| Michigan       | Distrikt                | 8. Nov. 1870  | 6            | 5            | ▼ 1          | 1          | ▲ 1        |
| Minnesota      | Distrikt                | 8. Nov. 1870  | 2            | 2            | ▲ 1          | 0          | ▼ 1        |
| Mississippi    | Distrikt                | 1. Dez. 1870  | 5            | 5            | ▬            | 0          | ▬          |
| Missouri       | Distrikt                | 8. Nov. 1870  | 9            | 5            | ▼ 2          | 4          | ▲ 2        |
| Nebraska       | landesweit              | 11. Okt. 1870 | 1            | 1            | ▬            | 0          | ▬          |
| Nevada         | landesweit              | 8. Nov. 1870  | 1            | 0            | ▼ 1          | 1          | ▲ 1        |
| New Hampshire  | Distrikt                | 14. März 1871 | 3            | 0            | ▼ 3          | 3          | ▲ 3        |
| New Jersey     | Distrikt                | 8. Nov. 1870  | 5            | 3            | ▲ 1          | 2          | ▼ 1        |
| New York       | Distrikt                | 8. Nov. 1870  | 31           | 15           | ▼ 3          | 16         | ▲ 3        |
| North Carolina | Distrikt                | 4. Aug. 1870  | 7            | 2            | ▼ 4          | 5          | ▲ 4        |
| Ohio           | Distrikt                | 11. Okt. 1870 | 19           | 14           | ▲ 1          | 5          | ▼ 1        |
| Oregon         | landesweit              | 6. Juni 1870  | 1            | 0            | ▬            | 1          | ▬          |
| Pennsylvania   | Distrikt                | 11. Okt. 1870 | 24           | 13           | ▼ 3          | 11         | ▲ 3        |
| Rhode Island   | Distrikt                | 8. Nov. 1870  | 2            | 2            | ▬            | 0          | ▬          |
| South Carolina | Distrikt                | 1. Nov. 1870  | 4            | 4            | ▬            | 0          | ▬          |
| Tennessee      | Distrikt                | 8. Nov. 1870  | 8            | 2            | ▼ 6          | 6          | ▲ 6        |
| Texas          | Distrikt                | 6. Okt. 1871  | 4            | 0            | ▼ 3          | 4          | ▲ 3        |
| Vermont        | Distrikt                | 6. Sep. 1870  | 3            | 3            | ▬            | 0          | ▬          |
| Virginia       | Distrikt                | 8. Nov. 1870  | 8            | 3            | ▬            | 5          | ▲ 5        |
| West Virginia  | Distrikt                | 25. Okt. 1870 | 3            | 1            | ▼ 2          | 2          | ▲ 2        |
| Wisconsin      | Distrikt                | 8. Nov. 1870  | 6            | 4            | ▼ 1          | 2          | ▲ 1        |
| Gesamt         | Gesamt                  | Gesamt        | 243          | 139          | ▼ 32         | 104        | ▲ 37       |